# Championnat de France de football de deuxième division
Pour les articles homonymes, voir D2 et L2.
Cet article traite uniquement du championnat masculin. Pour le championnat féminin, voir Championnat de France féminin de football de deuxième division
Le Championnat de France de football de deuxième division, plus communément appelé « Ligue 2 » (ou « Ligue 2 BKT » pour des raisons de sponsoring depuis 2020), parfois abrégé L2, est la deuxième division du championnat de football professionnel en France. 
Cette compétition constitue depuis sa création en 1933 l'antichambre de la première division, lancée un an plus tôt. Baptisée initialement « Division interrégionale », puis brièvement « National » après la grande réforme de 1970, elle est officiellement appelée « Division 2 » (D2) à partir de 1972. En 2002, elle est renommée « Ligue 2 » (L2), en même temps que l'élite est renommée « Ligue 1 ». Les deux championnats sont organisés par la Ligue de football professionnel (LFP).
Le Havre AC est le club le plus couronné de la compétition avec six titres, devant l'AS Nancy-Lorraine. Le FC Lorient est le tenant du titre depuis son sacre lors de l'édition 2024-2025 du championnat.

## Histoire

### Les débuts (1933-1939)
La deuxième division du championnat de France est lancée en 1933, un an après la première division. Elle est alors baptisée « Division interrégionale » tandis que la première division est la « Division nationale ». Vingt-trois clubs répartis en deux groupes (14 au Nord et 9 au Sud) prennent part à la première édition en 1933-1934. Parmi eux, six viennent d'être relégués de la Division nationale, qui passe de 20 à 14 clubs, tandis que les autres sont des « néoprofessionnels ». 
La saison est un relatif succès, marqué notamment par un record d'affluence en championnat de France, D1 et D2 confondues, établi le 11 novembre 1933 lors d'une rencontre entre les rivaux du FC Rouen et du Havre AC (16 040 spectateurs payants), puis un record de recettes lors du match décisif de fin de saison entre le Red Star et le FC Rouen le 2 avril 1934. De nombreux joueurs internationaux français participent à cette saison inaugurale, comme Alexis Thépot et Alfred Aston du Red Star, et Roger Rio et Jean Nicolas de Rouen, le meilleur buteur de chacune des trois premières éditions. Le 20 mai 1934, le Red Star est le premier club à inscrire son nom au palmarès de la compétition en battant Alès en finale (3-2).
Ces premières éditions restent cependant compliquées à tenir financièrement pour les clubs, qui sont dépendants des affluences à domicile et de la générosité de leurs propriétaires. Nombre de clubs mettent fin, temporairement ou définitivement, à leur aventure professionnelle : le FAC Nice et l'US suisse au cours de cette première saison, Hyères FC, l'AS Monaco et le SO Béziers l'été suivant, le Club français et l'US servannaise et malouine au cours du deuxième exercice... D'autres, comme à Bordeaux le Deportivo et le Sporting Club de la Bastidienne, sont invités à fusionner pour poursuivre leur activité. De ce fait, le nombre de participants et les règles changent pratiquement tous les ans. En 1936, les instances lancent une troisième division, centrée principalement sur la Picardie, mais le format ne fonctionne pas. En 1937, les 25 clubs participants sont répartis en quatre poules géographiques : les quatre premiers de chaque poule sont reversés dans un groupe de « promotion », tandis que les neuf autres sont reversés dans une poule sans enjeu. L'année suivante voit le retour d'une poule unique de 23 clubs, dont deux déclarent forfait.
La Seconde Guerre mondiale met un terme à la compétition entre 1939 et 1945.

### Le championnat fermé (1945-1970)
Entre la création du professionnalisme en France jusqu'en 1970, les clubs professionnels et amateurs de France évoluent dans deux mondes séparés, de sorte que les clubs classés derniers en deuxième division ne sont pas automatiquement relégués à l'échelon inférieur. 
Les clubs en difficulté peuvent par contre abandonner leur statut professionnel et repartir en championnat amateur. Pour compenser les abandons qui se multiplient dans les années 1960, la Ligue autorise par vote l'adoption du statut professionnel pour les clubs issus du monde amateur qui le souhaitent. Ainsi, le Limoges FC et l'US Forbach intègrent la deuxième division en 1957, l'AS Cherbourg en 1960, et le Gazélec d'Ajaccio, quatre fois champion de France amateur entre 1963 et 1968, se voit autoriser en deuxième division en 1968-1969. 
Bien que compétitifs, certains clubs se refusent toutefois de franchir ce cap, comme l'Union sportive Quevilly, autre quadruple champion de France amateur entre 1954 et 1967.
En termes d'organisation, le format du championnat se stabilise sur cette période avec une poule unique, dont le nombre de participants est compris entre 16 et 22 en fonction des saisons et des circonstances, et dont les premiers sont promus en première division. Parfois un tournoi de barrage est organisé.

### Le championnat «ouvert» (1970-1993)
La séparation entre amateurs et professionnels disparait en 1970 à la suite de la réforme des compétitions opérée par la FFF et la Ligue. La deuxième division devient une compétition « ouverte », c'est-à-dire accessible aux clubs professionnels, semi-professionnels ou amateurs. Elle prend alors le nom de « National », afin d'éviter l'utilisation de nom étrangers, « Open » étant d'abord envisagé. Les trois premiers de chaque groupe de CFA sont ainsi promus en D2 à l'issue de la saison 1969-1970, ainsi que 19 autres clubs sélectionnés sur dossier par la FFF et la Ligue. 
D'une poule unique d'une vingtaine de clubs, le championnat passe à trois groupes régionaux de seize clubs à partir de la saison 1970-1971, dont chaque vainqueur est promu en première division. Le format est réduit à deux groupes de 18 participants dès la saison 1972-1973, un format qui est maintenu jusqu'en 1993. Les deux vainqueurs de groupe sont promus et s'affrontent alors lors d'une finale décidant du champion de la saison, tandis que les deux seconds s'affrontent lors d'un barrage de montée en vue d'une éventuelle promotion.

### Statut professionnel obligatoire (1993-2010)

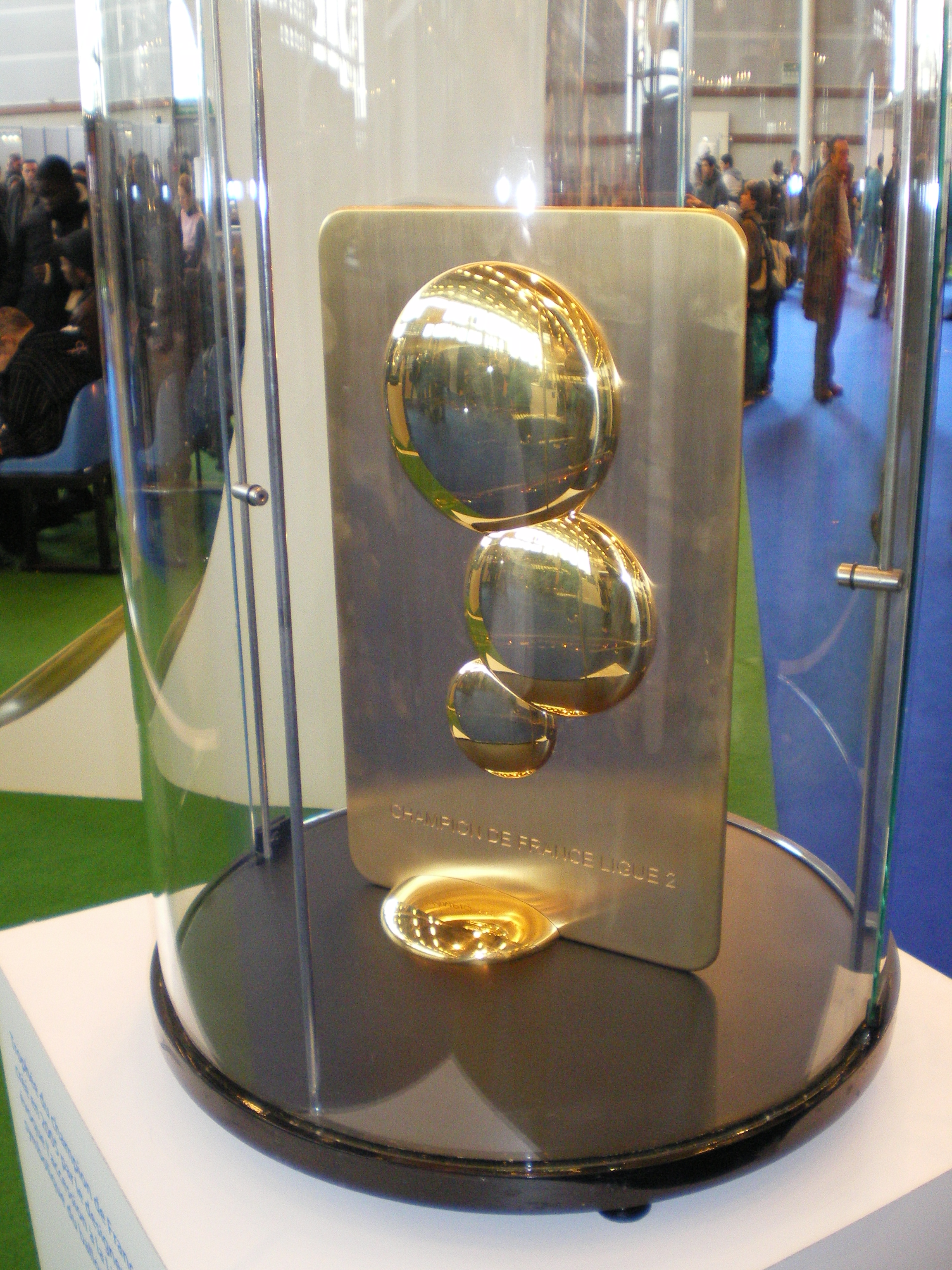
Le trophée du champion de 2005 à 2024.

Une nouvelle réforme des compétitions modifie la donne en D2 à partir de 1993. Le groupe unique et le statut professionnel sont rétablis avec 22 clubs puis 20 dès la saison 1998-99. Toutefois, les derniers à l'issue de chaque saison furent relégués à l'étage inférieur tandis que les promus issus du National furent dotés automatiquement, après passage devant la DNCG, du statut professionnel.

### Un championnat de plus en plus médiatisé (depuis 2011)
Lors de la saison 2016-2017, le 3e n'est plus promu directement mais doit passer par un match de barrage face au 18e de Ligue 1. Le 18e de Ligue 2 n'est également plus relégué directement doit affronter le 3e de National en match de barrage. Depuis la saison 2017-2018, deux nouveaux matchs de barrage (dit de Playoffs) ont lieu auparavant : le premier oppose les équipes placées à la 4e et 5e place de la Ligue 2 en match simple, l'équipe classée 3e affronte ensuite le vainqueur, en match simple également. Le vainqueur de ce match dispute alors le barrage aller-retour contre l'équipe de l'élite.
Lors de la saison 2019-2020, le championnat est arrêté après 28 journées et les barrages sont supprimés en raison de la crise du COVID-19.
Depuis 2019, de plus en plus de clubs de Ligue 2 sont rachetés par des investisseurs étrangers, car le championnat français est très prisé pour son côté central en Europe, et réputé pour sa formation.
Lors de la saison 2022-2023, les matchs de Playoffs ainsi de barrage sont supprimés en raison du passage de la Ligue 1 à 18 clubs. Pendant les saisons 2022-2023 et 2023-2024, 4 clubs sont relégués en National, étant donné que la Ligue 2 passe également à 18 clubs à l'intersaison 2024.

## Palmarès
Le Havre AC est le club le plus titré avec six victoires, suivi de l’AS Nancy-Lorraine avec cinq victoires puis du Lille OSC, de l'OGC Nice, du RC Lens et du FC Metz avec quatre victoires.

### Par saison
| Saison           | Premier                            | Deuxième                                | Troisième                            | Participants |
| ---------------- | ---------------------------------- | --------------------------------------- | ------------------------------------ | ------------ |
| 1933-1934 Nord   | Red Star Olympique                 | FC Rouen                                | FC Mulhouse                          | 14 (1)       |
| 1933-1934 Sud    | Olympique Alès                     | AS Saint-Étienne                        | AS Monaco FC                         | 9 (1)        |
| 1934-1935        | CS Metz                            | US Valenciennes-Anzin                   | FC Rouen                             | 16 (2)       |
| 1935-1936        | FC Rouen                           | RC Roubaix                              | AS Saint-Étienne                     | 19 (1)       |
| 1936-1937        | RC Lens                            | US Valenciennes-Anzin                   | AS Saint-Étienne                     | 17           |
| 1937-1938        | Le Havre AC                        | AS Saint-Étienne                        | Stade rennais UC                     | 25           |
| 1938-1939        | Red Star Olympique (2)             | Stade rennais UC                        | FC Nancy                             | 23 (2)       |
| 1945-1946 Nord   | FC Nancy *                         | Stade français                          | SCO Angers                           | 14           |
| 1945-1946 Sud    | SO Montpellier *                   | Toulouse FC                             | Olympique Alès                       | 14           |
| 1946-1947        | FC Sochaux                         | Olympique Alès                          | SCO Angers                           | 22           |
| 1947-1948        | OGC Nice                           | SR Colmar                               | Le Havre AC                          | 20           |
| 1948-1949        | RC Lens (2)                        | FC Girondins de Bordeaux                | FC Rouen                             | 19           |
| 1949-1950        | Nîmes Olympique                    | Le Havre AC                             | AS Cannes                            | 18           |
| 1950-1951        | Olympique lyonnais                 | FC Metz                                 | FC Rouen                             | 18           |
| 1951-1952        | Stade français                     | SO Montpellier                          | US Valenciennes-Anzin                | 18           |
| 1952-1953        | Toulouse FC (1937)                 | AS Monaco FC                            | RC Strasbourg                        | 18           |
| 1953-1954        | Olympique lyonnais (2)             | ES Troyes AC                            | RC Paris                             | 20           |
| 1954-1955        | CS Sedan-Ardennes                  | Red Star Olympique Audonien (non promu) | Stade rennais UC                     | 20           |
| 1955-1956        | Stade rennais UC                   | SCO Angers                              | US Valenciennes-Anzin                | 20           |
| 1956-1957        | Olympique Alès                     | AS Béziers                              | Lille OSC                            | 20           |
| 1957-1958        | FC Nancy (2)                       | Stade rennais UC                        | Limoges FC                           | 22           |
| 1958-1959        | Le Havre AC (2)                    | Stade Français                          | SC Toulon                            | 20           |
| 1959-1960        | FC Grenoble                        | FC Nancy                                | FC Rouen                             | 20           |
| 1960-1961        | SO Montpellier (2)                 | FC Metz                                 | FC Sochaux                           | 19           |
| 1961-1962        | FC Grenoble (2)                    | US Valenciennes-Anzin                   | FC Girondins de Bordeaux             | 19           |
| 1962-1963        | AS Saint-Étienne                   | FC Nantes-Atlantique                    | FC Sochaux                           | 19           |
| 1963-1964        | Lille OSC                          | FC Sochaux                              | FC Metz                              | 18           |
| 1964-1965        | OGC Nice (2)                       | Red Star Olympique Audonien             | AS Cannes                            | 16           |
| 1965-1966        | Stade de Reims                     | Olympique de Marseille                  | Limoges FC                           | 19           |
| 1966-1967        | AC Ajaccio                         | FC Metz                                 | SC Bastia                            | 18           |
| 1967-1968        | SC Bastia                          | Nîmes Olympique                         | Stade de Reims                       | 19           |
| 1968-1969        | SCO Angers                         | AS Angoulême                            | AS Nancy-Lorraine                    | 21           |
| 1969-1970        | OGC Nice (3)                       | AS Nancy-Lorraine                       | Olympique avignonnais (non promu)    | 16           |
| 1970-1971 Nord   | Lille OSC                          | FC Chaumont                             | RC Lens                              | 16           |
| 1970-1971 Centre | Paris Saint-Germain                | FC Rouen                                | Limoges FC                           | 16           |
| 1970-1971 Sud    | AS Monaco                          | Olympique avignonnais                   | AS Aix                               | 16           |
| 1971-1972 Gr. A  | CS Sedan-Ardennes                  | Troyes AF                               | RC Lens                              | 16           |
| 1971-1972 Gr. B  | US Valenciennes-Anzin              | Limoges FC                              | Stade brestois                       | 16           |
| 1971-1972 Gr. C  | RC Strasbourg                      | Olympique avignonnais                   | SC Toulon                            | 16           |
| 1972-1973 Gr. A  | RC Lens (3)                        | US Boulogne CO                          | Lille OSC                            | 18           |
| 1972-1973 Gr. B  | Troyes AF                          | AS Monaco FC                            | Olympique avignonnais                | 18           |
| 1973-1974 Gr. A  | Lille OSC (2)                      | US Valenciennes-Anzin                   | FC Rouen                             | 18           |
| 1973-1974 Gr. B  | Red Star FC                        | Paris Saint-Germain                     | US Toulouse                          | 18           |
| 1974-1975 Gr. A  | US Valenciennes-Anzin              | FC Rouen                                | FC Lorient                           | 18           |
| 1974-1975 Gr. B  | AS Nancy-Lorraine                  | Olympique avignonnais                   | SC Toulon                            | 18 (1)       |
| 1975-1976 Gr. A  | Stade rennais FC                   | Stade lavallois                         | FC Lorient                           | 18           |
| 1975-1976 Gr. B  | SCO Angers (2)                     | Red Star FC                             | SC Toulon                            | 18           |
| 1976-1977 Gr. A  | AS Monaco FC                       | FC Gueugnon                             | SC Toulon                            | 18           |
| 1976-1977 Gr. B  | RC Strasbourg                      | FC Rouen                                | FC Tours                             | 18           |
| 1977-1978 Gr. A  | SCO Angers                         | RCFC Besançon                           | SC Toulon                            | 18           |
| 1977-1978 Gr. B  | Lille OSC (3)                      | Paris FC                                | Red Star FC                          | 18           |
| 1978-1979 Gr. A  | FC Gueugnon (non promu)            | Olympique avignonnais                   | AS Béziers                           | 18           |
| 1978-1979 Gr. B  | Stade brestois                     | RC Lens                                 | US Dunkerque                         | 18           |
| 1979-1980 Gr. A  | FC Tours                           | Stade rennais FC                        | EA Guingamp                          | 18           |
| 1979-1980 Gr. B  | AJ Auxerre                         | Olympique avignonnais                   | AS Cannes                            | 18           |
| 1980-1981 Gr. A  | Montpellier PSC                    | Toulouse FC                             | RCFC Besançon                        | 18           |
| 1980-1981 Gr. B  | Stade brestois                     | US Nœux-les-Mines                       | FC Rouen                             | 18           |
| 1981-1982 Gr. A  | Toulouse FC                        | Thonon                                  | Olympique de Marseille               | 18           |
| 1981-1982 Gr. B  | FC Rouen (2)                       | FC Mulhouse                             | US Nœux-les-Mines                    | 18           |
| 1982-1983 Gr. A  | Stade rennais FC (2)               | Nîmes Olympique                         | US Valenciennes-Anzin                | 18           |
| 1982-1983 Gr. B  | SC Toulon                          | Stade de Reims                          | OGC Nice                             | 18           |
| 1983-1984 Gr. A  | Olympique de Marseille             | OGC Nice                                | Olympique lyonnais                   | 19           |
| 1983-1984 Gr. B  | FC Tours                           | RC Paris                                | Le Havre AC                          | 18           |
| 1984-1985 Gr. A  | Le Havre AC (3)                    | FC Mulhouse                             | Stade rennais FC                     | 18           |
| 1984-1985 Gr. B  | OGC Nice                           | AS Saint-Étienne                        | Nîmes Olympique                      | 18           |
| 1985-1986 Gr. A  | AS Saint-Étienne                   | Olympique Alès                          | Olympique lyonnais                   | 18           |
| 1985-1986 Gr. B  | RC Paris                           | FC Mulhouse                             | EA Guingamp                          | 18           |
| 1986-1987 Gr. A  | Chamois niortais FC                | SM caennais                             | FC Mulhouse                          | 18           |
| 1986-1987 Gr. B  | Montpellier PSC (3)                | Olympique lyonnais                      | AS Cannes                            | 18           |
| 1987-1988 Gr. A  | FC Sochaux (2)                     | Olympique lyonnais                      | Olympique Alès                       | 18           |
| 1987-1988 Gr. B  | RC Strasbourg (2)                  | SM caennais                             | FC Mulhouse                          | 18           |
| 1988-1989 Gr. A  | FC Mulhouse                        | Stade Brestois                          | Stade rennais FC                     | 18           |
| 1988-1989 Gr. B  | Olympique lyonnais (3)             | Nîmes Olympique                         | Le Havre AC                          | 18           |
| 1989-1990 Gr. A  | AS Nancy-Lorraine (2)              | RC Strasbourg                           | Nîmes Olympique                      | 18           |
| 1989-1990 Gr. B  | Stade rennais FC                   | US Valenciennes-Anzin                   | FC Rouen                             | 18           |
| 1990-1991 Gr. A  | Nîmes Olympique                    | RC Strasbourg                           | US Valenciennes-Anzin                | 18           |
| 1990-1991 Gr. B  | Le Havre AC (4)                    | RC Lens                                 | Stade lavallois                      | 18           |
| 1991-1992 Gr. A  | US Valenciennes-Anzin              | SCO Angers                              | Le Mans UC                           | 18 (1)       |
| 1991-1992 Gr. B  | FC Girondins de Bordeaux           | RC Strasbourg                           | FC Istres                            | 18           |
| 1992-1993 Gr. A  | FC Martigues                       | AS Cannes                               | OGC Nice                             | 18           |
| 1992-1993 Gr. B  | SCO Angers                         | Stade rennais FC                        | FC Rouen                             | 18           |
| 1993-1994        | OGC Nice (4)                       | Stade rennais FC                        | SC Bastia                            | 22           |
| 1994-1995        | Olympique de Marseille (non promu) | EA Guingamp                             | FC Gueugnon                          | 22           |
| 1995-1996        | SM Caen                            | Olympique de Marseille                  | AS Nancy-Lorraine                    | 22           |
| 1996-1997        | LB Châteauroux                     | Toulouse FC                             | FC Martigues                         | 22           |
| 1997-1998        | AS Nancy-Lorraine (3)              | FC Lorient                              | FC Sochaux                           | 22           |
| 1998-1999        | AS Saint-Étienne (2)               | CS Sedan-Ardennes                       | ATAC Troyes                          | 20           |
| 1999-2000        | Lille OSC (4)                      | EA Guingamp                             | Toulouse FC                          | 20           |
| 2000-2001        | FC Sochaux (3)                     | FC Lorient                              | Montpellier HSC                      | 20           |
| 2001-2002        | AC Ajaccio (2)                     | RC Strasbourg                           | OGC Nice                             | 20           |
| 2002-2003        | Toulouse FC (2)                    | Le Mans UC                              | FC Metz                              | 20           |
| 2003-2004        | AS Saint-Étienne (3)               | SM Caen                                 | FC Istres                            | 20           |
| 2004-2005        | AS Nancy-Lorraine (4)              | Le Mans UC                              | ES Troyes AC                         | 20           |
| 2005-2006        | Valenciennes FC (2)                | CS Sedan-Ardennes                       | FC Lorient                           | 20           |
| 2006-2007        | FC Metz (2)                        | SM Caen                                 | RC Strasbourg                        | 20           |
| 2007-2008        | Le Havre AC (5)                    | FC Nantes                               | Grenoble Foot                        | 20           |
| 2008-2009        | RC Lens (4)                        | Montpellier HSC                         | US Boulogne CO                       | 20           |
| 2009-2010        | SM Caen (2)                        | Stade brestois                          | AC Arles-Avignon                     | 20           |
| 2010-2011        | Évian Thonon Gaillard FC           | AC Ajaccio                              | Dijon FCO                            | 20           |
| 2011-2012        | SC Bastia (2)                      | Stade de Reims                          | ES Troyes AC                         | 20           |
| 2012-2013        | AS Monaco                          | EA Guingamp                             | FC Nantes                            | 20           |
| 2013-2014        | FC Metz (3)                        | RC Lens                                 | SM Caen                              | 20           |
| 2014-2015        | ES Troyes AC                       | GFC Ajaccio                             | SCO Angers                           | 20           |
| 2015-2016        | AS Nancy-Lorraine (5)              | Dijon FCO                               | FC Metz                              | 20           |
| 2016-2017        | RC Strasbourg (3)                  | Amiens SC                               | ES Troyes AC (promu)                 | 20           |
| 2017-2018        | Stade de Reims (2)                 | Nîmes Olympique                         | AC Ajaccio (non promu)               | 20           |
| 2018-2019        | FC Metz (4)                        | Stade brestois 29                       | ES Troyes AC (non promu)             | 20           |
| 2019-2020        | FC Lorient                         | RC Lens                                 | AC Ajaccio (non promu)               | 20           |
| 2020-2021        | ES Troyes AC (2)                   | Clermont Foot 63                        | Toulouse FC (non promu)              | 20           |
| 2021-2022        | Toulouse FC (3)                    | AC Ajaccio                              | AJ Auxerre (promu)                   | 20           |
| 2022-2023        | Le Havre AC (6)                    | FC Metz                                 | FC Girondins de Bordeaux (non promu) | 20           |
| 2023-2024        | AJ Auxerre (2)                     | Angers SCO                              | AS Saint-Étienne (promu)             | 20           |
| 2024-2025        | FC Lorient (2)                     | Paris FC                                | FC Metz (promu)                      | 18           |

Légende
- Club en gras : club désigné champion, éventuellement vainqueur du match entre premiers des deux groupes.
- (entre parenthèses) : nombre de titres à cette date.
- * : Titre partagé entre plusieurs clubs.

### Par club
| Rang | Clubs                    | Titre(s) | Saison(s)                          |
| ---- | ------------------------ | -------- | ---------------------------------- |
| 1    | Le Havre AC              | 6        | 1938, 1959, 1985, 1991, 2008, 2023 |
| 2    | AS Nancy-Lorraine        | 5        | 1975, 1990, 1998, 2005, 2016       |
| 3    | OGC Nice                 | 4        | 1948, 1965, 1970, 1994             |
| 3    | LOSC Lille               | 4        | 1964, 1974, 1978, 2000             |
| 3    | RC Lens                  | 4        | 1937, 1949, 1973, 2009             |
| 3    | FC Metz                  | 4        | 1935, 2007, 2014, 2019             |
| 7    | Montpellier HSC          | 3        | 1946, 1961, 1987                   |
| 7    | Olympique lyonnais       | 3        | 1951, 1954, 1989                   |
| 7    | AS Saint-Étienne         | 3        | 1963, 1999, 2004                   |
| 7    | RC Strasbourg            | 3        | 1977, 1988, 2017                   |
| 7    | Toulouse FC              | 3        | 1982, 2003, 2022                   |
| 12   | Red Star FC              | 2        | 1934, 1939                         |
| 12   | Grenoble Foot 38         | 2        | 1960, 1962                         |
| 12   | Angers SCO               | 2        | 1969, 1976                         |
| 12   | Stade rennais FC         | 2        | 1956, 1983                         |
| 12   | FC Sochaux-Montbéliard   | 2        | 1947, 2001                         |
| 12   | AC Ajaccio               | 2        | 1967, 2002                         |
| 12   | Valenciennes FC          | 2        | 1972, 2006                         |
| 12   | SM Caen                  | 2        | 1996, 2010                         |
| 12   | SC Bastia                | 2        | 1968, 2012                         |
| 12   | Stade de Reims           | 2        | 1966, 2018                         |
| 12   | ES Troyes AC             | 2        | 2015, 2021                         |
| 12   | FC Rouen                 | 2        | 1936, 1982                         |
| 12   | AJ Auxerre               | 2        | 1980, 2024                         |
| 12   | FC Lorient               | 2        | 2020, 2025                         |
| 26   | Nîmes Olympique          | 1        | 1950                               |
| 26   | Stade français           | 1        | 1952                               |
| 26   | Toulouse FC (1937)       | 1        | 1953                               |
| 26   | CS Sedan Ardennes        | 1        | 1955                               |
| 26   | Olympique d'Alès         | 1        | 1957                               |
| 26   | Paris Saint-Germain      | 1        | 1971                               |
| 26   | FC Gueugnon              | 1        | 1979                               |
| 26   | Stade brestois 29        | 1        | 1981                               |
| 26   | Tours FC                 | 1        | 1984                               |
| 26   | RC France                | 1        | 1986                               |
| 26   | Girondins de Bordeaux    | 1        | 1992                               |
| 26   | FC Martigues             | 1        | 1993                               |
| 26   | Olympique de Marseille   | 1        | 1995                               |
| 26   | LB Châteauroux           | 1        | 1997                               |
| 26   | Évian Thonon Gaillard FC | 1        | 2011                               |
| 26   | AS Monaco                | 1        | 2013                               |

## Organisation

### Format de la compétition
L'organisation et la gestion du Championnat de France de Ligue 2 sont confiées à la Ligue de football professionnel (LFP), qui décerne le titre de champion de France de Ligue 2 au club qui termine en tête du classement à l'issue de la dernière journée du championnat.
Actuellement, il existe des barrages d'accession en L1, disputés par les 3e à 5e :
- Le match 1 oppose le 4e au 5e (chez le 4e) ;
- Le match 2 oppose le 3e au gagnant du match 1 (chez le 3e).

Ces matchs se déroulent en aller simple. Le gagnant du match 2 affronte le 16e de Ligue 1 en match aller-retour. C'est la commission d’organisation des compétitions (également organisatrice des matchs de Ligue 1) qui assure l’organisation ainsi que l'homologation des matchs.
|  | Barrages de Ligue 2 - Match 1 | Barrages de Ligue 2 - Match 1 | Barrages de Ligue 2 - Match 1 | Barrages de Ligue 2 - Match 1 |   |   | Barrages de Ligue 2 - Match 2 | Barrages de Ligue 2 - Match 2 | Barrages de Ligue 2 - Match 2 | Barrages de Ligue 2 - Match 2 |  |  | Barrages Ligue 1 | Barrages Ligue 1 | Barrages Ligue 1 | Barrages Ligue 1 |
|  |                               |                               |                               |                               |   |   |                               |                               |                               |                               |  |  |                  |                  |                  |                  |
|  |                               |                               |                               |                               |   |   |                               |                               |                               |                               |  |  |                  |                  |                  |                  |
|  |                               |                               |                               |                               |   |   |                               |                               |                               |                               |  |  |                  |                  |                  |                  |
|  |                               |                               |                               |                               |   |   |                               |                               |                               |                               |  |  |                  |                  |                  |                  |
|  |                               |                               |                               |                               |   |   |                               |                               |                               |                               |  |  |                  |                  |                  |                  |
|  |                               |                               |                               |                               |   |   |                               |                               |                               |                               |  |  |                  |                  |                  |                  |
|  |                               |                               |                               |                               |   |   |                               |                               |                               |                               |  |  |                  |                  |                  |                  |
|  |                               |                               |                               |                               |   |   |                               |                               |                               |                               |  |  |                  |                  |                  |                  |
|  |                               |                               |                               |                               |   |   |                               |                               |                               |                               |  |  |                  |                  |                  |                  |
|  |                               |                               |                               |                               |   |   |                               |                               |                               |                               |  |  |                  |                  |                  |                  |
|  |                               |                               |                               |                               |   |   |                               |                               |                               |                               |  |  |                  |                  |                  |                  |
|  |                               |                               |                               |                               |   |   |                               |                               |                               |                               |  |  |                  |                  |                  |                  |
|  | Vainqueur du Match 2          | Vainqueur du Match 2          | 0                             | 0                             |   |   |                               |                               |                               |                               |  |  |                  |                  |                  |                  |
|  | Vainqueur du Match 2          | Vainqueur du Match 2          | 0                             | 0                             |   |   |                               |                               |                               |                               |  |  |                  |                  |                  |                  |
|  |                               |                               | 16e de Ligue 1                | 16e de Ligue 1                | 0 | 0 |                               |                               |                               |                               |  |  |                  |                  |                  |                  |
|  |                               |                               |                               |                               | 0 | 0 |                               |                               |                               |                               |  |  |                  |                  |                  |                  |
|  |                               |                               |                               |                               |   |   |                               |                               |                               |                               |  |  |                  |                  |                  |                  |
|  |                               |                               |                               |                               |   |   |                               |                               |                               |                               |  |  |                  |                  |                  |                  |
|  | 3e de Ligue 2                 | 3e de Ligue 2                 | 0                             | 0                             |   |   |                               |                               |                               |                               |  |  |                  |                  |                  |                  |
|  | 3e de Ligue 2                 | 3e de Ligue 2                 | 0                             | 0                             |   |   |                               |                               |                               |                               |  |  |                  |                  |                  |                  |
|  |                               |                               | Vainqueur du Match 1          | Vainqueur du Match 1          | 0 | 0 |                               |                               |                               |                               |  |  |                  |                  |                  |                  |
|  | 4e de Ligue 2                 | 4e de Ligue 2                 | Vainqueur du Match 1          | Vainqueur du Match 1          | 0 | 0 | 0                             | 0                             |                               |                               |  |  |                  |                  |                  |                  |
|  | 4e de Ligue 2                 | 4e de Ligue 2                 |                               |                               |   |   |                               | 0                             |                               |                               |  |  |                  |                  |                  |                  |
|  | 5e de Ligue 2                 | 5e de Ligue 2                 | 0                             | 0                             |   |   |                               |                               |                               |                               |  |  |                  |                  |                  |                  |
|  | 5e de Ligue 2                 | 5e de Ligue 2                 | 0                             | 0                             |   |   |                               |                               |                               |                               |  |  |                  |                  |                  |                  |
|  |                               |                               |                               |                               |   |   |                               |                               |                               |                               |  |  |                  |                  |                  |                  |

En 2020, les barrages ne sont pas organisés à la suite de l'arrêt du championnat en raison de la pandémie de Covid-19 : seuls deux montées et deux relégations sont actés.
En raison du passage des deux premières divisions à 18 clubs, le format des barrages est révisé durant les saisons 2022-2023 et 2023-2024 :
- Il n'y a ni play-offs ni barrage d'accession à la fin de la saison 22-23 (2 clubs promus en L1 pour 4 clubs relégués en L2);
- Le barrage L2/National est mis en pause pour les deux saisons (les 4 derniers clubs de L2 sont relégués et les 2 premiers clubs de N1 sont promus)[6].

À partir de la saison 2024-2025, la Ligue 2 retrouve ses habitudes à l'issue de la saison, à savoir les deux promotions et deux relégations ainsi que les barrages L1/L2 et L2/N1.
| \| US Boulogne Amiens SC FC Annecy SC Bastia Le Mans FC Clermont Foot USL Dunkerque Grenoble · Foot EA Guingamp Stade lavallois Montpellier HSC AS Nancy-Lorraine Stade de Reims AS Saint-Étienne Pau FC Red Star FC Rodez AF ESTAC Troyes \| Localisation des clubs engagés dans le championnat. |
| US Boulogne Amiens SC FC Annecy SC Bastia Le Mans FC Clermont Foot USL Dunkerque Grenoble · Foot EA Guingamp Stade lavallois Montpellier HSC AS Nancy-Lorraine Stade de Reims AS Saint-Étienne Pau FC Red Star FC Rodez AF ESTAC Troyes                                                           |

Le championnat oppose vingt clubs français en une série de trente-huit rencontres jouées durant la saison, puis passe à dix-huit clubs et trente-quatre rencontres à partir de la saison 2023-2024. Le classement est basé sur le barème suivant: une victoire vaut trois points, un match nul un, la défaite zéro point. Les critères de départage entre plusieurs équipes sont, dans l'ordre d'importance, le plus grand nombre de points, la plus grande différence de buts générale, les confrontations directes entre les équipes concernées (avec application de la règle des buts marqués à l'extérieur), le plus grand nombre de buts marqués, le plus grand nombre de buts marqués pendant une rencontre et la meilleure place au Challenge du fair-play (un point par joueur averti, trois points par joueur exclu).
À la fin de la saison, l'équipe terminant en tête du classement est sacrée championne de France de deuxième division, alors que les deux dernières sont reléguées en troisième division et que l'antépénultième affronte le vainqueur des barrages de National en rencontre aller-retour.
| Club              | Depuis | Entraîneur         | Stade                            | Capacité théorique | Nombre de saisons en 2025-2026 |
| ----------------- | ------ | ------------------ | -------------------------------- | ------------------ | ------------------------------ |
| Stade de Reims    | 2025   | Karel Geraerts     | Stade Auguste-Delaune            | 20 519             | 27e                            |
| AS Saint-Étienne  | 2025   | Eirik Horneland    | Stade Geoffroy-Guichard          | 42 000             | 16e                            |
| Clermont Foot 63  | 2024   | Sébastien Mazeyrat | Stade Gabriel-Montpied           | 10 800             | 20e                            |
| Rodez AF          | 2019   | Didier Santini     | Stade Paul-Lignon                | 4 925              | 9e                             |
| Montpellier HSC   | 2025   | Zoumana Camara     | Stade de la Mosson               | 22 000             | 37e                            |
| Le Mans FC        | 2025   | Patrick Videira    | Stade Marie-Marvingt             | 25 064             | 19e                            |
| Stade lavallois   | 2022   | Olivier Frapolli   | Stade Francis-Le-Basser          | 11 107             | 33e                            |
| Amiens SC         | 2020   | Omar Daf           | Stade Crédit Agricole la Licorne | 12 707             | 42e                            |
| EA Guingamp       | 2019   | Sylvain Ripoll     | Stade de Roudourou               | 18 462             | 32e                            |
| Pau FC            | 2020   | Nicolas Usaï       | Nouste Camp                      | 3 859              | 4e                             |
| Grenoble Foot 38  | 2018   | Franck Rizzetto    | Stade des Alpes                  | 20 068             | 43e                            |
| SC Bastia         | 2021   | Benoît Tavenot     | Stade Armand-Cesari              | 13 558             | 20e                            |
| FC Annecy         | 2022   | Laurent Guyot      | Parc des Sports d'Annecy         | 13 634             | 7e                             |
| US Boulogne       | 2025   | Fabien Dagneaux    | Stade de la Libération           | 6 700              | 30e                            |
| USL Dunkerque     | 2023   | Luís Castro        | Stade Marcel-Tribut              | 4 933              | 37e                            |
| ESTAC Troyes      | 2023   | Stéphane Dumont    | Stade de l'Aube                  | 20 420             | 39e                            |
| Red Star FC       | 2024   | Grégory Poirier    | Stade Bauer                      | 5 600              | 37e                            |
| AS Nancy-Lorraine | 2025   | Pablo Correa       | Stade Marcel-Picot               | 20 087             | 25e                            |

### Identité visuelle

Logo de 1998 à 2002.
Logo de 2002 à 2008.
Logo de 2008 à 2016.
Logo de 2016 à 2020, avec le naming de Domino's.
Logo de 2020 à 2024, avec le naming de BKT.
Logo à partir de la saison 2024-2025

La Ligue 2 porte les noms successifs de Domino's Pizza (2016-2020) et BKT (2020-2028) dans le cadre de contrats de naming.

### Diffusion du championnat à la télévision
Après quelques retransmissions isolées sur Canal + dès le milieu des années 1980, la chaine TV Sport commence à diffuser les premiers matchs de D2 de façon régulière à partir de 1991. Eurosport prend le relais en mars 1993. Canal+ diffuse une rencontre par journée via le paiement à la séance de 1996 à 2000, Eurosport conservant la diffusion de deux matchs par journée.[réf. nécessaire]

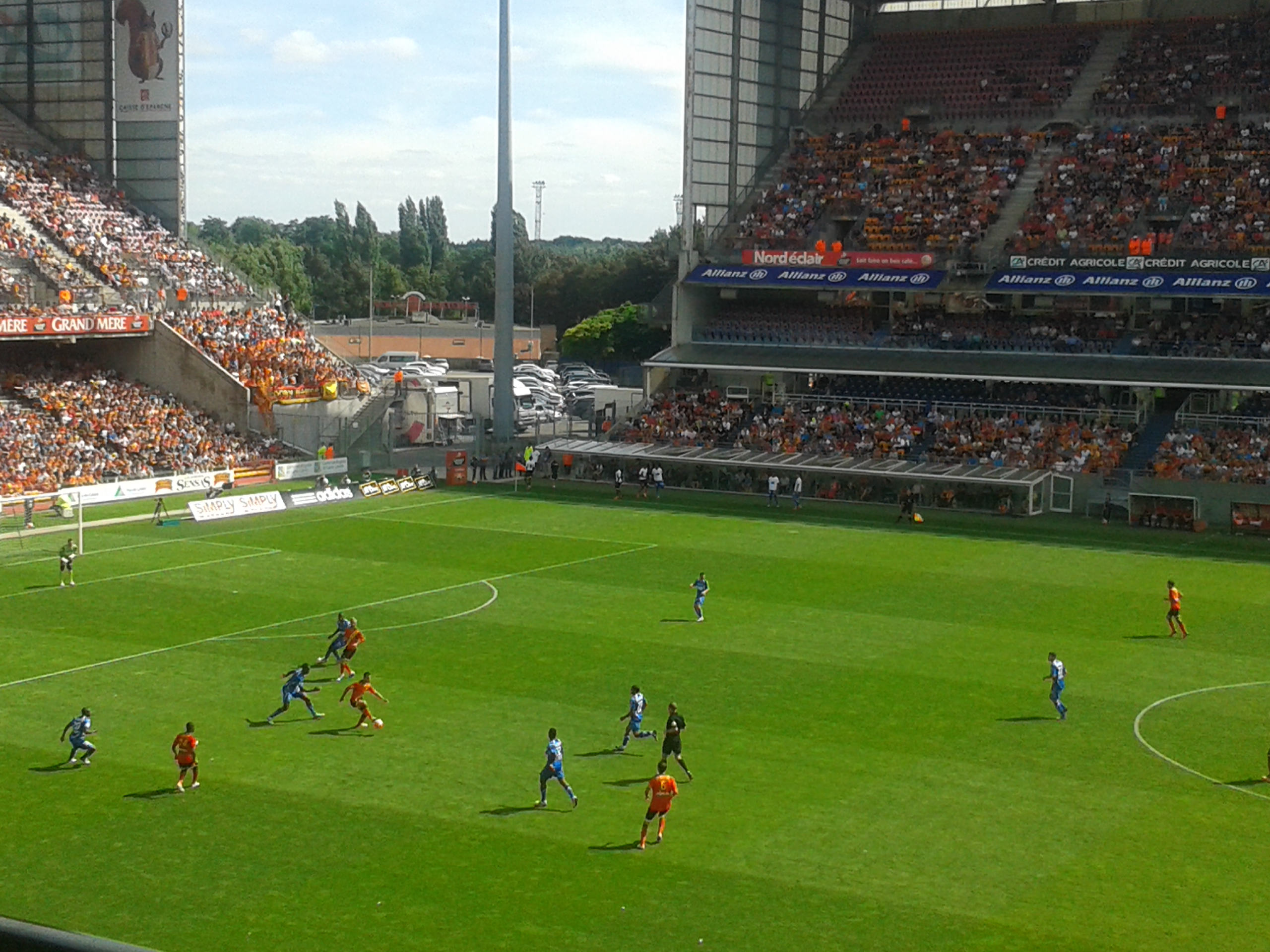
Match de Ligue 2 entre Lens et Auxerre en 2013.

Lors des saisons 2008-2009 et 2009-2010, le championnat est diffusé sur Ma Chaîne Sport, Ligue 2 Multicanaux et Eurosport. En 2010-2011, la Ligue 2 est diffusée uniquement par Eurosport avec le match du lundi. Lors de la saison 2011-2012, CFoot diffuse neuf des dix rencontres et Eurosport garde son match du lundi soir[réf. souhaitée].
En 2012, BeIN Sports s'investit dans le football hexagonal en achetant des droits de la Ligue 2 pour quatre saisons. La chaine diffuse un match le vendredi à 18h45 (les autres rencontres étant couvertes en multiplex) et un match le samedi à 14h. Eurosport conserve son match pour le lundi soir. Après une réunion entre les présidents des clubs de Ligue 2, la LFP et BeIN Sports, les rencontres du vendredi soir ont été remises à 20 heures après que le Collectif SOS Ligue 2 a manifesté son mécontentement des horaires du vendredi à 18h45 pendant toute la première partie de saison.
De 2016 à 2020, BeIN Sports garde l'intégralité de la Ligue 2 avec un match le samedi après-midi à 15 h et son traditionnel multiplex du vendredi soir (20 h) avec un match directeur. Le match du lundi a été cette fois racheté par Canal+, raflant la mise à Eurosport. La LFP récupère ainsi 22 millions d'euros pour cet appel d'offres.[réf. nécessaire]
En 2020, Mediapro obtient les droits de diffusion des matchs du samedi 19h en multiplex et en intégralité. BeIN Sports rafle ceux des 2 meilleures rencontres du samedi 15h et du lundi 20h45 (auparavant diffusée sur Eurosport puis Canal+Sport). Mais à la suite de l'affaire Mediapro, les droits sont rendus en décembre. Ils seront récupérés par Canal+, qui les sous-licence à BeIN Sports en février.
À l'été 2021, Amazon Prime Video récupère les lots de la Ligue 1 et Ligue 2 rendus par Mediapro et passe un accord avec la chaîne L'Équipe pour diffuser pendant la saison 2021-2022 le multiplex du samedi 19h en clair. Cet accord concerne également les rencontres du multiplex, proposées en intégralité et gratuitement sur la plateforme OTT L'Équipe live jusqu'à la 10ème journée, où elles seront diffusées ensuite sur Prime Video.
Lors de la saison 2022-2023, la chaîne L'Équipe diffuse la meilleure affiche du samedi 19h. Le multiplex ainsi que l'intégralité de ses matchs, sauf celui de L'Équipe, sont diffusés sur Prime Video. La véritable valeur des droits TV est débattue durant la fin de saison. Surtout depuis le changement progressif de format, de 20 à 18 équipes pour le niveau professionnel, et la relégation récente de Bordeaux et Saint-Étienne en Ligue 2. Les clubs possédant les plus grandes ressources financières, sont les moins concernés par la situation.
Le 25 juin 2024, la LFP annonce que BeIn Sports sera le diffuseur officiel de la Ligue 2 jusqu'à la saison 2028-2029,. Le montant est estimé à 40 millions euros annuels.

### Stades
La Commission des stades de la Ligue de football professionnel demande que chaque club évoluant en Ligue 2 dispose d’enceintes confortables, accueillantes et sûres. Afin de répondre à ces exigences, un certain nombre de règles a été établi.

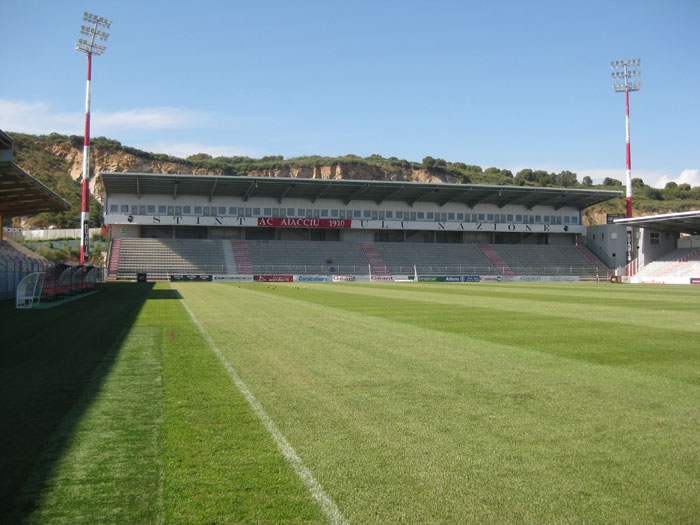
Stade François-Coty Ajaccio
Stade de la Licorne Amiens
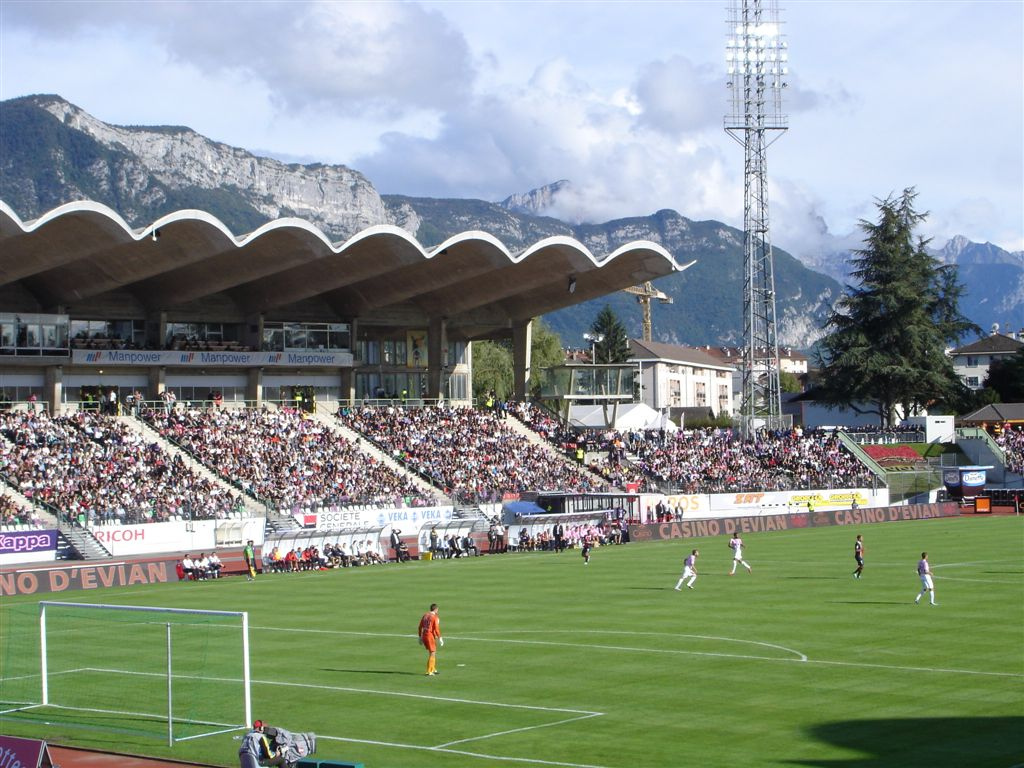
Parc des Sports d'Annecy Annecy
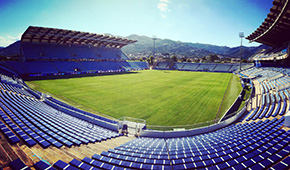
Stade Armand-Cesari Bastia
Stade Gabriel-Montpied Clermont-Ferrand
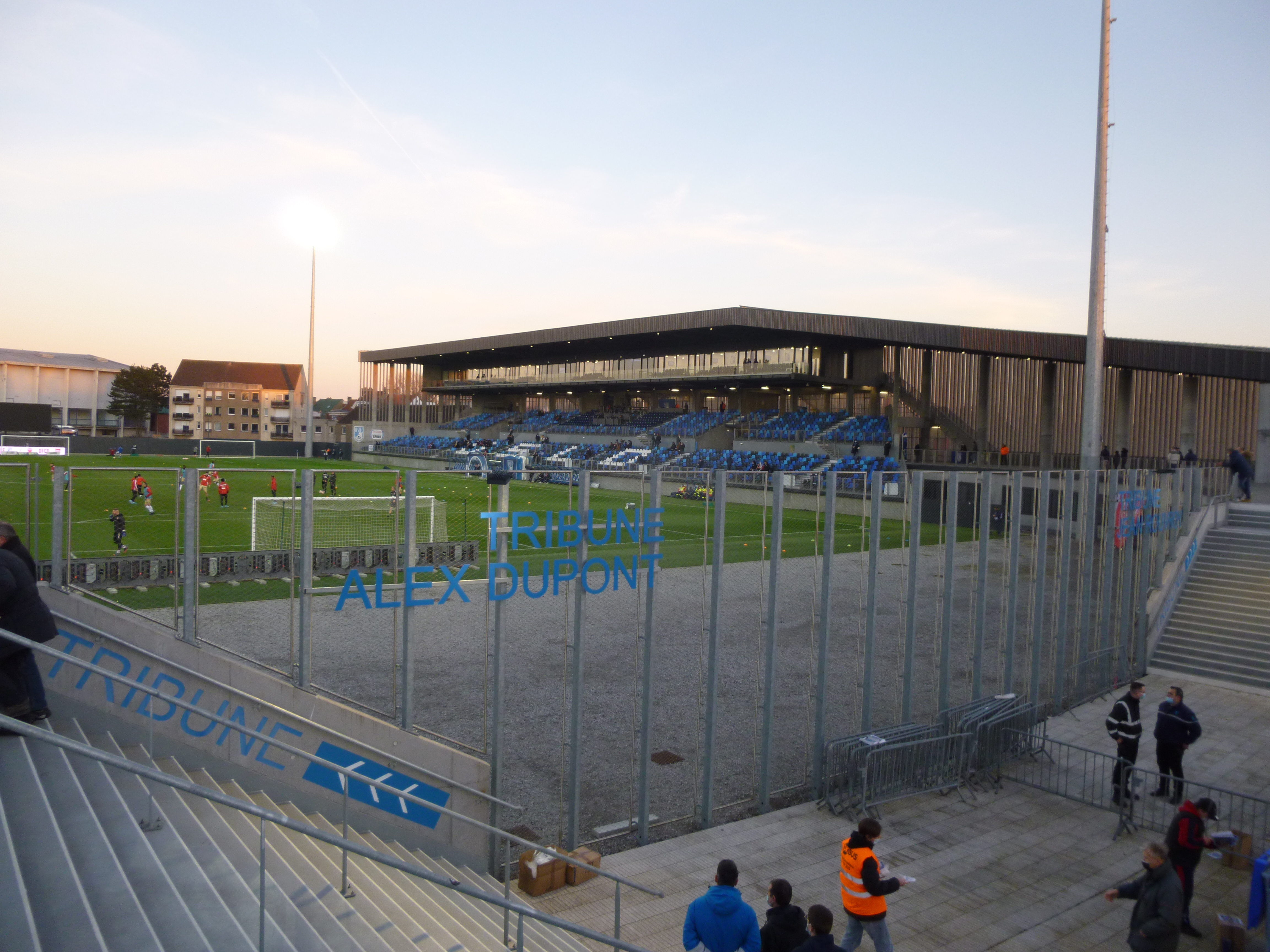
Stade Marcel-Tribut Dunkerque
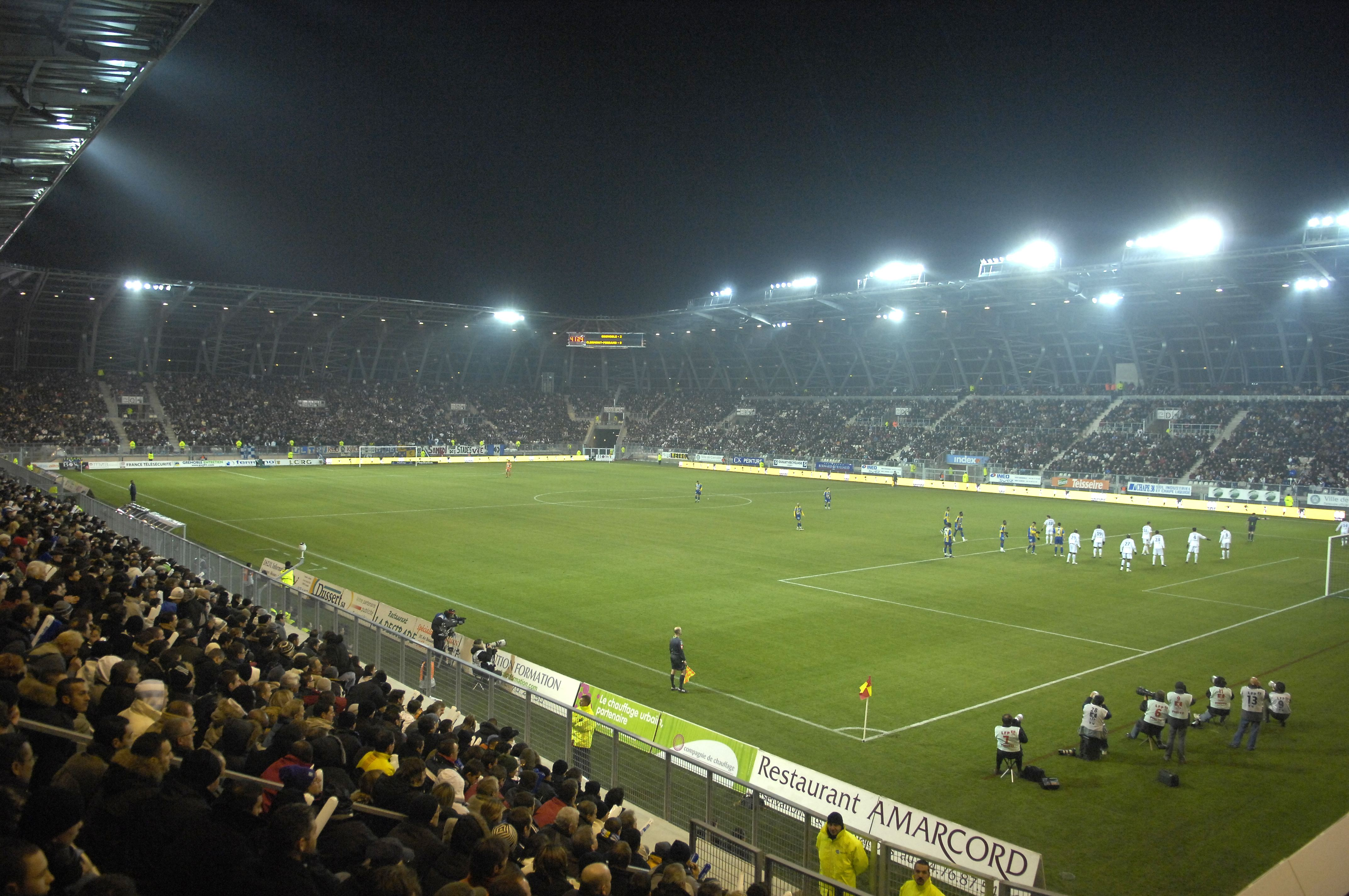
Stade des Alpes Grenoble
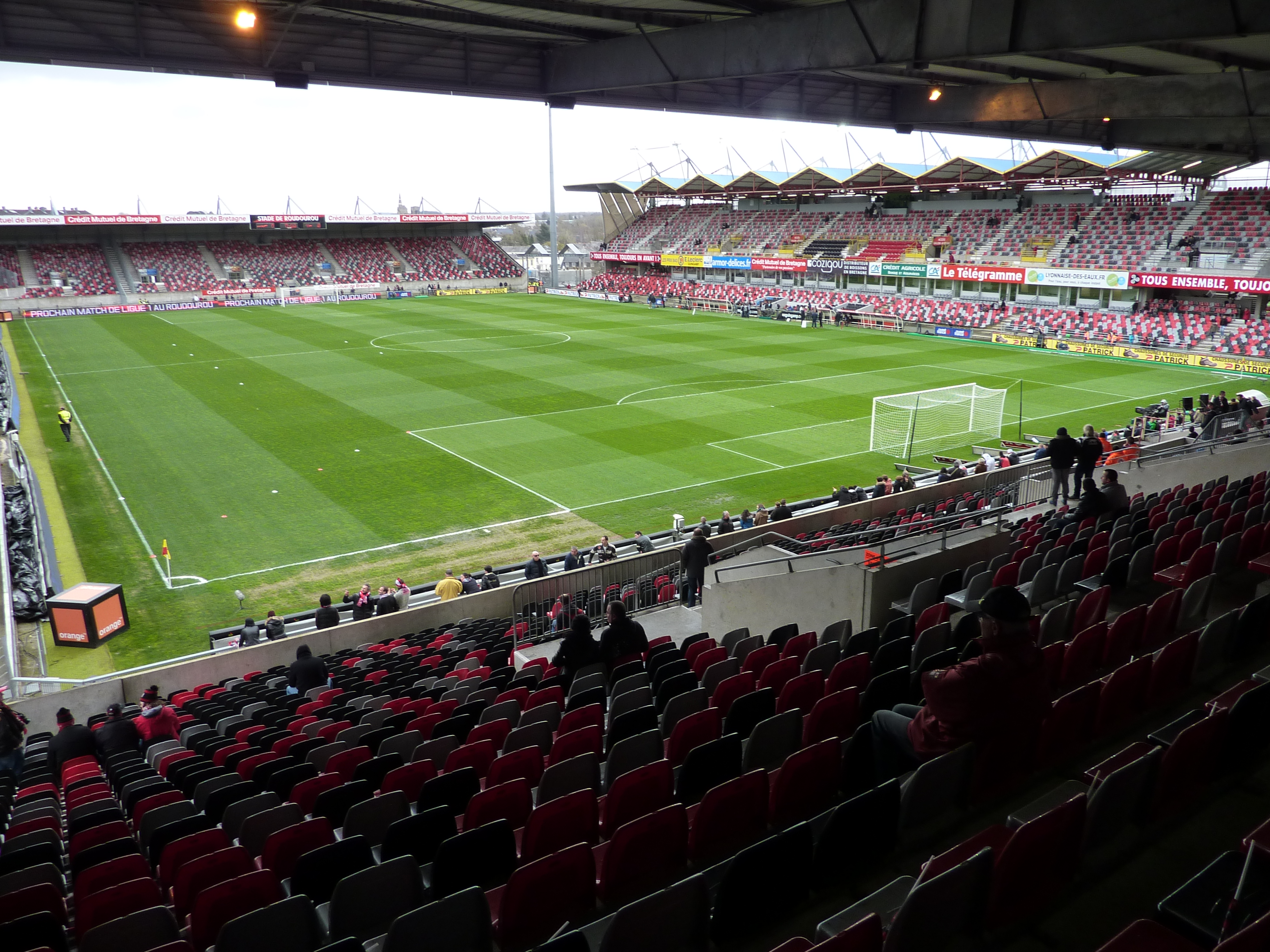
Stade de Roudourou Guingamp
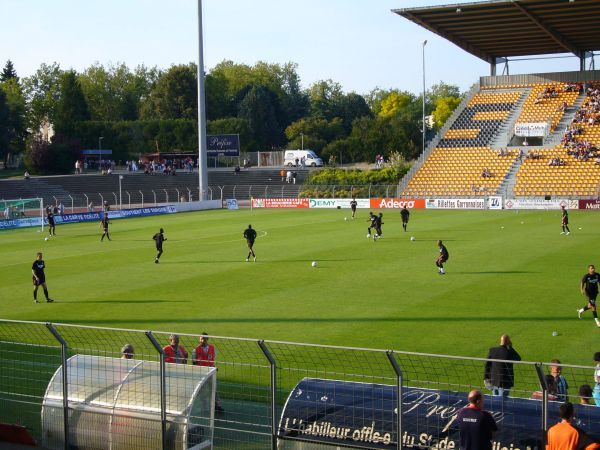
Stade Francis-Le-Basser Laval
Stade Marie-Marvingt Le Mans
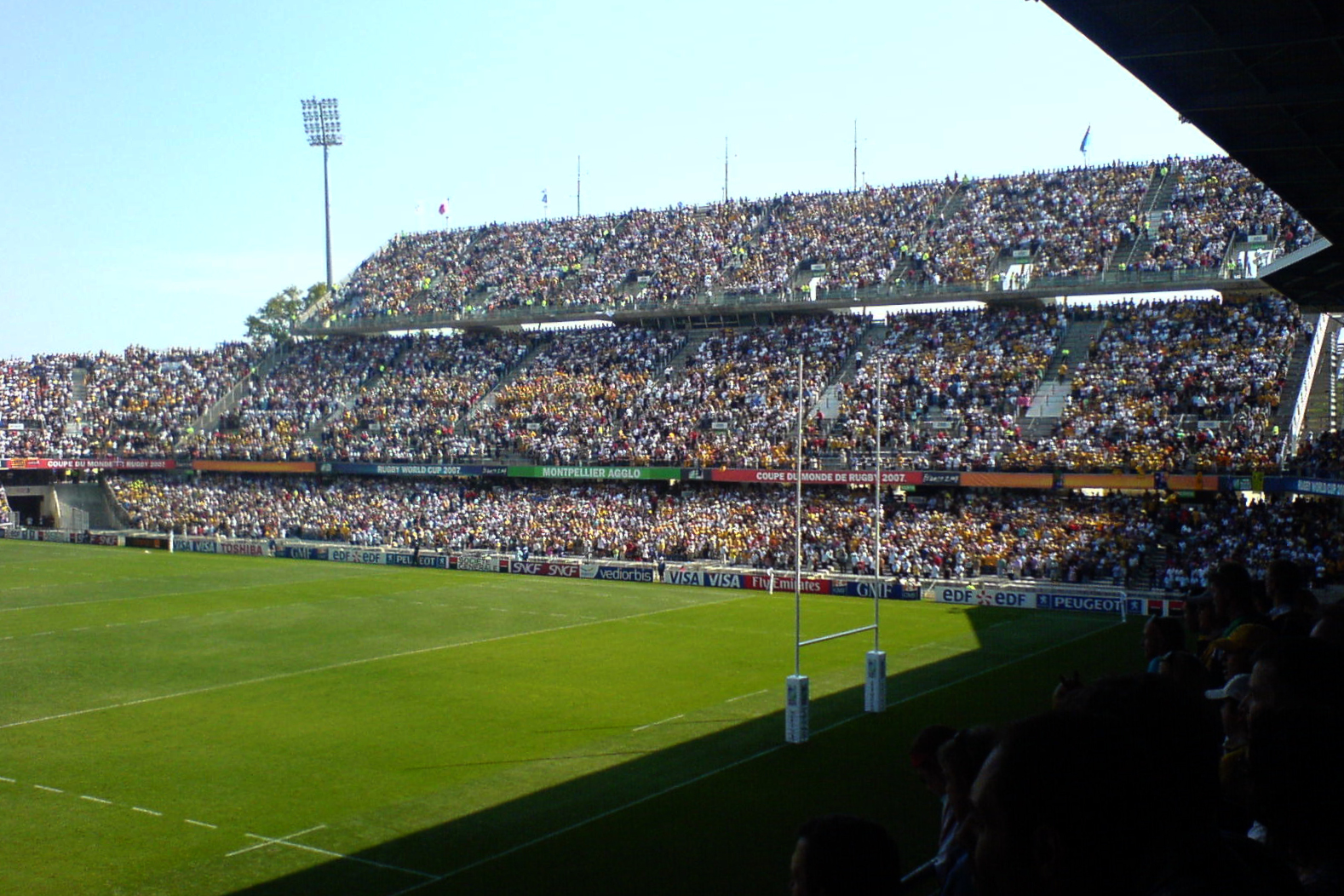
Stade de la Mosson Montpellier
Stade Marcel-Picot Nancy
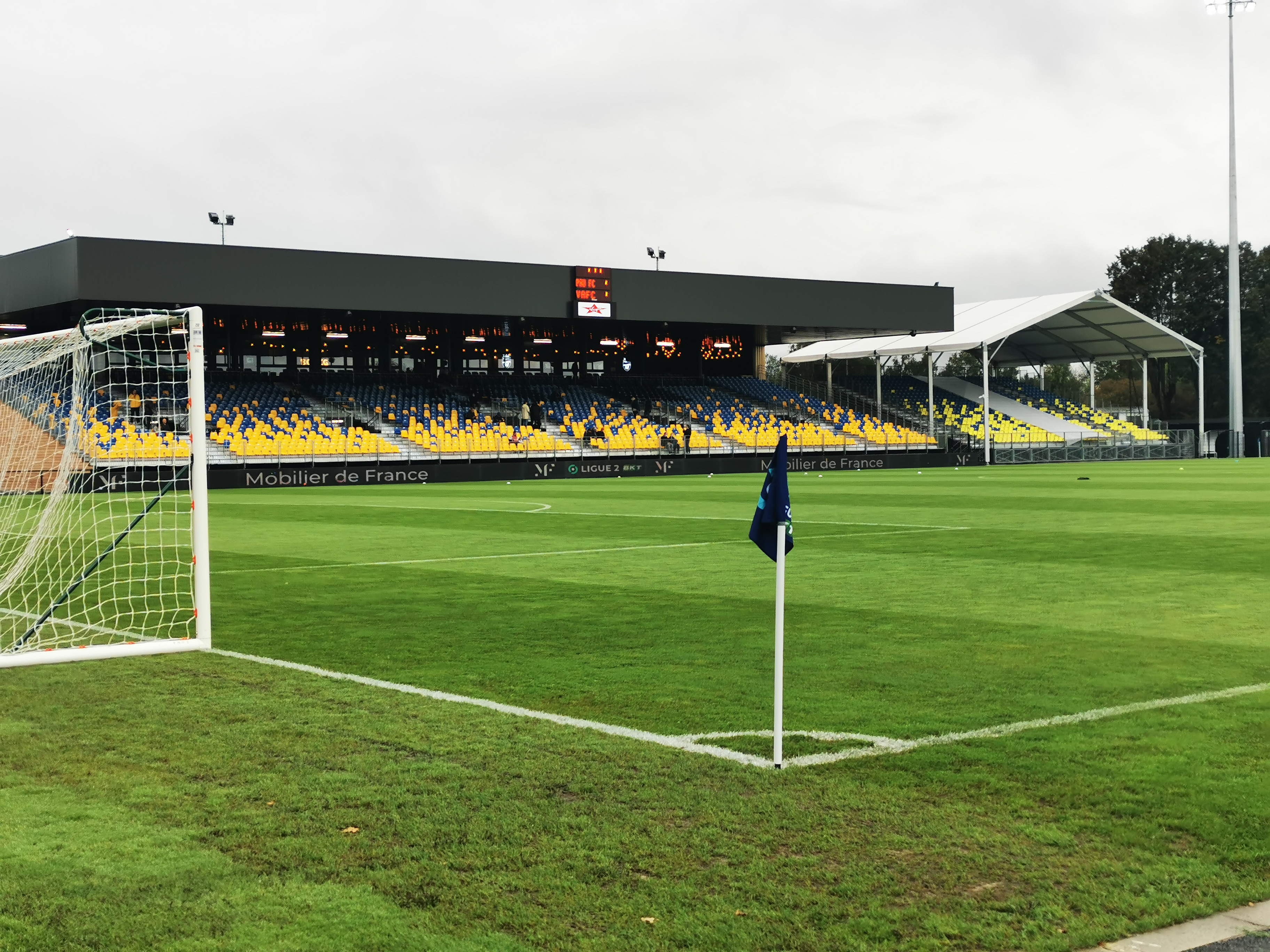
Nouste Camp Pau
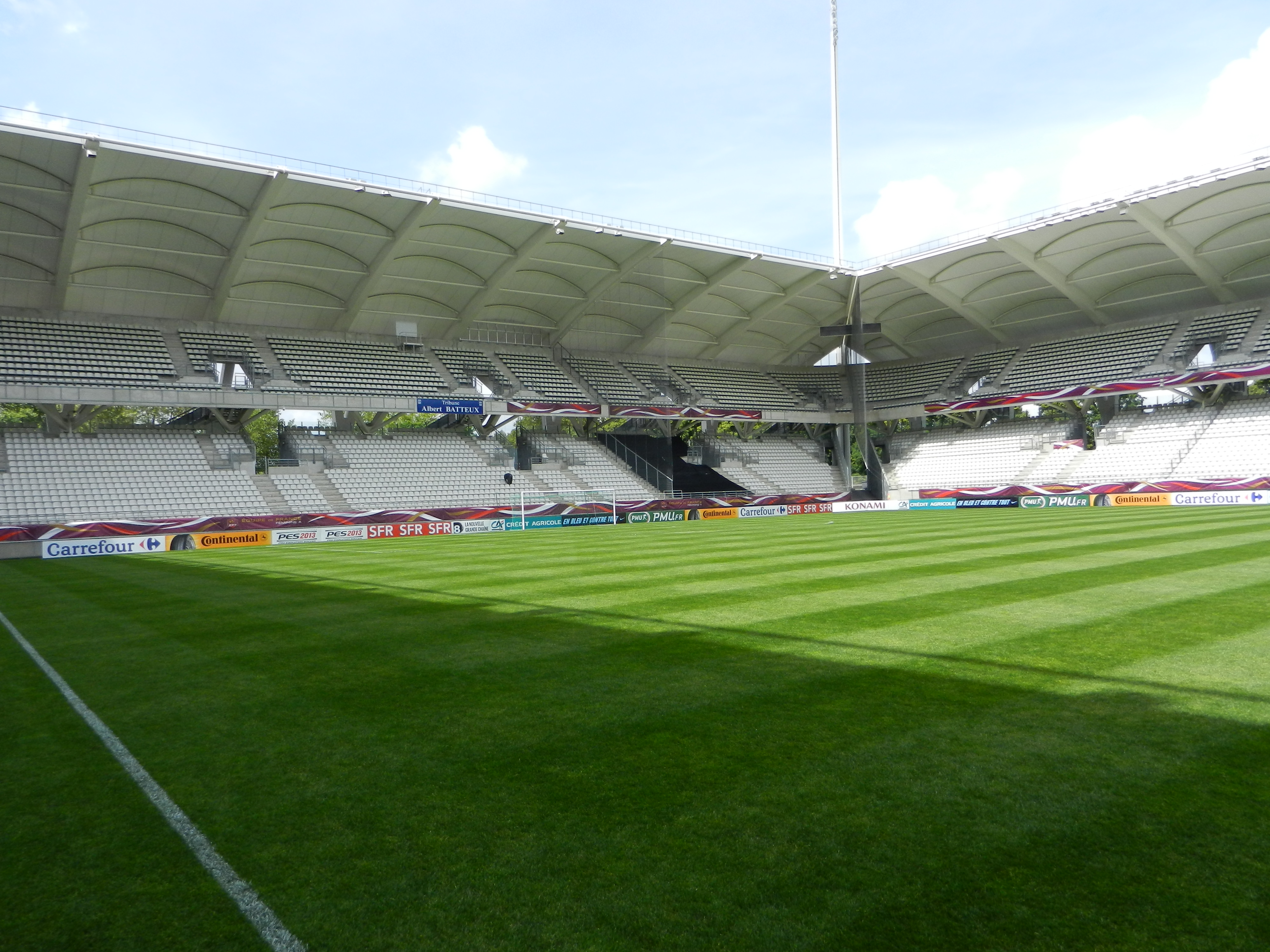
Stade Auguste-Delaune Reims
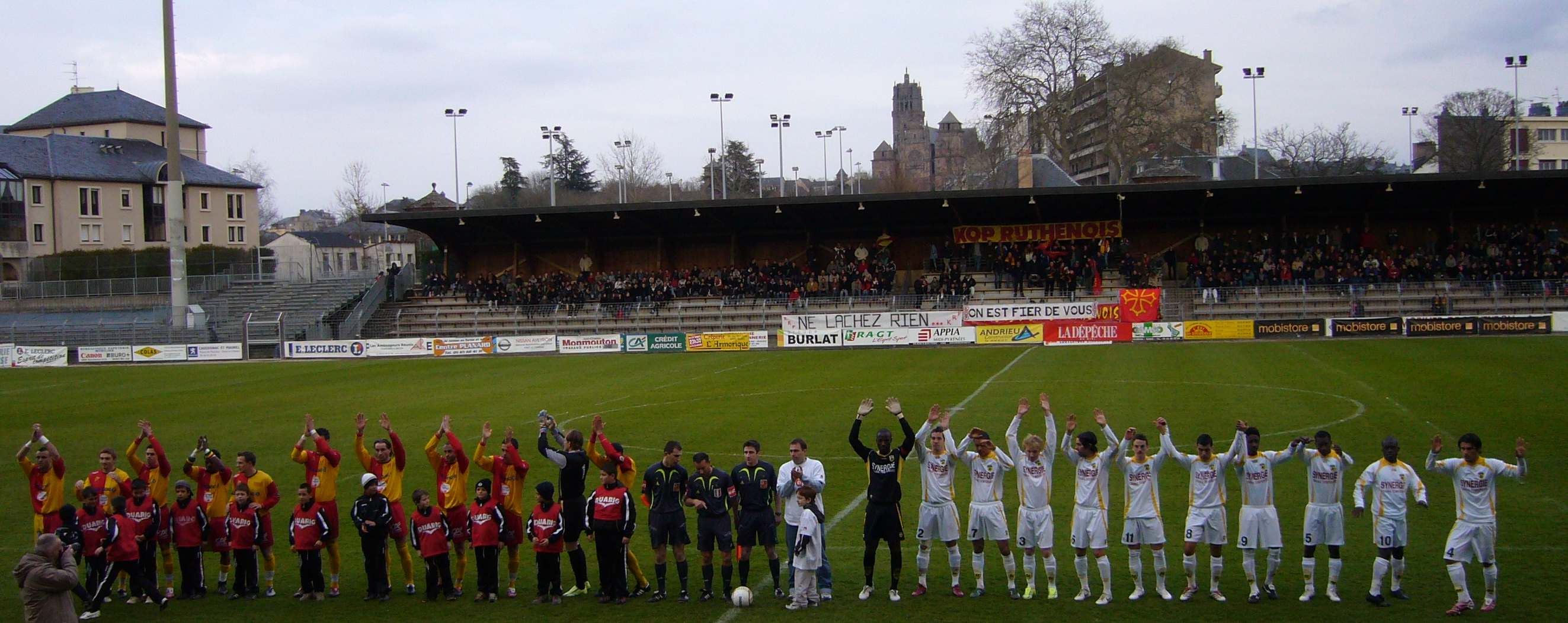
Stade Paul-Lignon Rodez
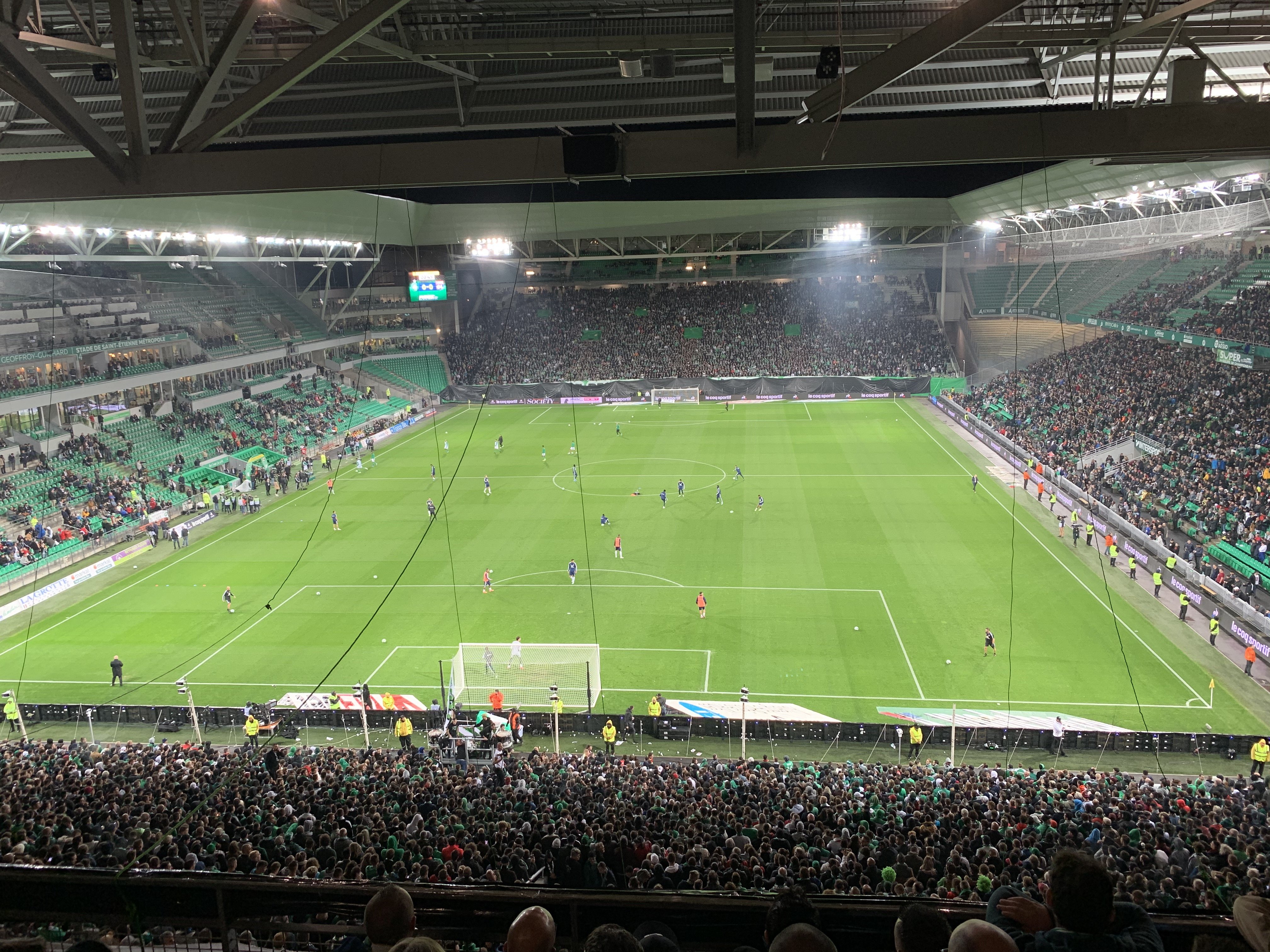
Stade Geoffroy-Guichard Saint-Étienne
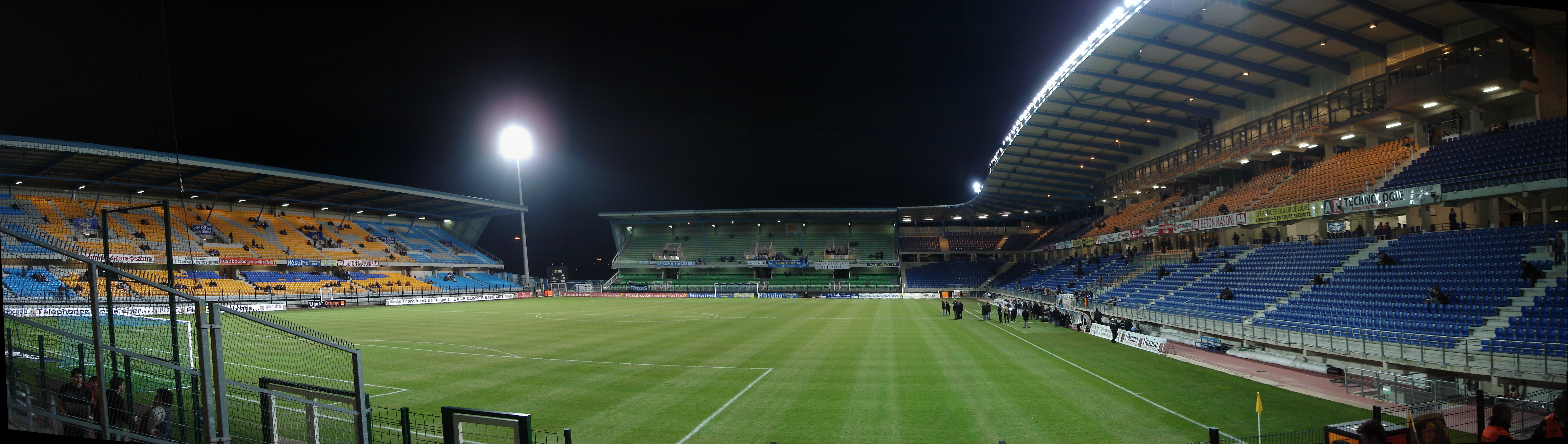
Stade de l'Aube Troyes
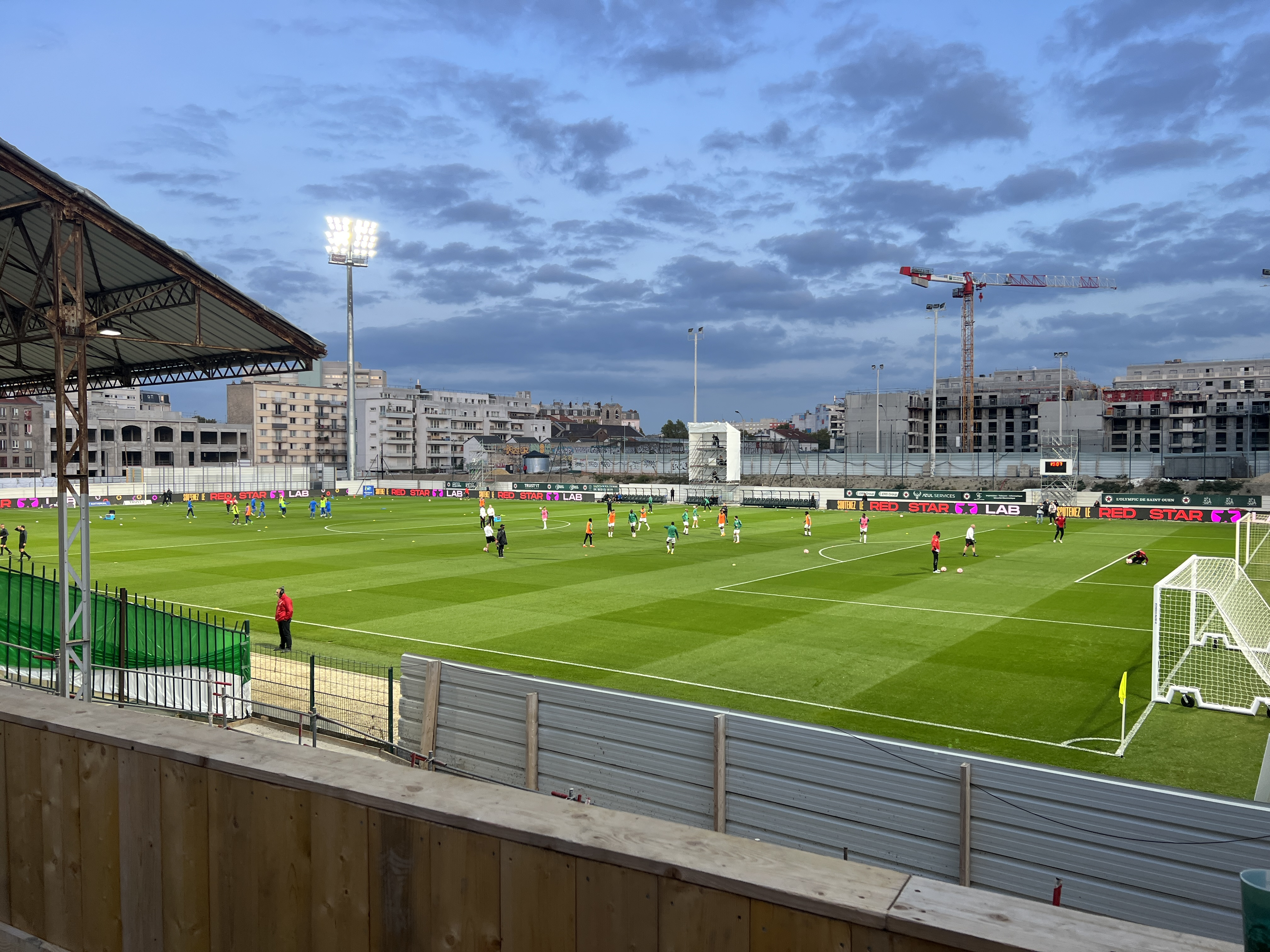
Stade Bauer Saint-Ouen-sur-Seine

## Statistiques

### Nombre de saisons
| Position | Clubs                         | Saisons |
| -------- | ----------------------------- | ------- |
| 1        | Le Havre AC                   | 49      |
| 2        | Grenoble Foot                 | 44      |
| 3        | Amiens SC                     | 43      |
| 4        | Racing Besançon               | 42      |
| 5        | AS Cannes                     | 41      |
| .        | La Berrichonne de Châteauroux | 41      |
| .        | Valenciennes FC               | 41      |

### Meilleurs buteurs
Les équipes qui ont compté le plus grand nombre de meilleurs buteurs du championnat sont le FC Rouen et Le Havre AC à huit reprises.
Note : En 1970-1971 et 1971-1972, il y eut trois groupes et de 1972-1973 à 1992-1993, il y eut deux groupes.
| Année | Buteurs                                                                                       | Clubs                                                       | Buts     |
| ----- | --------------------------------------------------------------------------------------------- | ----------------------------------------------------------- | -------- |
| 1934  | Jean Nicolas                                                                                  | FC Rouen                                                    | 54       |
| 1935  | Jean Nicolas                                                                                  | FC Rouen (2)                                                | 30       |
| 1936  | Jean Nicolas                                                                                  | FC Rouen (3)                                                | 45       |
| 1937  | Viktor Spechtl                                                                                | RC Lens                                                     | 30       |
| 1938  | Hugo Lammana                                                                                  | CA Paris                                                    | 29       |
| 1939  | Harold Newell Fernand Planquès                                                                | US Boulogne CO Toulouse FC                                  | 39       |
| 1946  | Guy Campiglia                                                                                 | SCO Angers                                                  | 27       |
| 1947  | Jozef « Pépi » Humpal                                                                         | FC Sochaux                                                  | 45       |
| 1948  | Henri Arnaudeau                                                                               | FC Girondins de Bordeaux                                    | 28       |
| 1949  | Camille Libar                                                                                 | FC Girondins de Bordeaux (2)                                | 41       |
| 1950  | Edmond Haan                                                                                   | Nîmes Olympique                                             | 27       |
| 1951  | Thadée Cisowski                                                                               | FC Metz                                                     | 23       |
| 1952  | Egon Jönsson                                                                                  | Stade français                                              | 34       |
| 1953  | Bror Mellberg                                                                                 | Toulouse FC (2)                                             | 27       |
| 1954  | Jean Courteaux                                                                                | RC Paris                                                    | 36       |
| 1955  | Petrus van Rhijn                                                                              | US Valenciennes-Anzin                                       | 40       |
| 1956  | Petrus van Rhijn                                                                              | US Valenciennes-Anzin (2)                                   | 32       |
| 1957  | Fernand Devlaminck                                                                            | Lille OSC                                                   | 27       |
| 1958  | Egon Jönsson                                                                                  | FC Nancy                                                    | 29       |
| 1959  | Petrus van Rhijn                                                                              | Stade français (2)                                          | 31       |
| 1960  | Claude Corbel                                                                                 | FC Rouen (4)                                                | 29       |
| 1961  | Casimir Koza                                                                                  | RC Strasbourg                                               | 28       |
| 1962  | Serge Masnaghetti                                                                             | US Valenciennes-Anzin                                       | 21       |
| 1963  | Ernesto Gianella                                                                              | AS Béziers                                                  | 24       |
| 1964  | Abderrahmane Soukhane                                                                         | Le Havre AC                                                 | 21       |
| 1965  | Antoine Groschulski                                                                           | Red Star Olympique Audonien                                 | 22       |
| 1966  | Pierre Ferrazzi                                                                               | FC Grenoble                                                 | 30       |
| 1967  | Etienne Sansonetti                                                                            | SEC Bastia                                                  | 23       |
| 1968  | Jacques Bonnet                                                                                | Olympique avignonnais                                       | 26       |
| 1969  | Gérard Grizzetti                                                                              | AS Angoulême                                                | 55       |
| 1970  | Robert Blanc                                                                                  | AS Nancy-Lorraine                                           | 21       |
| 1971  | Nord : Yves Triantafilos Centre : Robert Blanc Sud : Emmanuel Koum                            | US Boulogne CO (2) Limoges FC AS Monaco FC                  | 20       |
| 1972  | Gr. A : Pierre Pleimelding Gr. B : Joseph Yegba Maya Gr. C : Marco Molitor                    | Troyes AF US Valenciennes-Anzin (2) RC Strasbourg (2)       | 20 28 40 |
| 1973  | Gr. A : Eugeniusz Faber Gr. B : Gérard Tonnel                                                 | RC Lens (2) Troyes AF (2)                                   | 21 31    |
| 1974  | Gr. A : Erwin Wilczek Gr. B : Nestor Combin                                                   | US Valenciennes-Anzin (3) Red Star FC (2)                   | 26 24    |
| 1975  | Gr. A : Georg Tripp Gr. B : Joaquim Martínez                                                  | Stade lavallois AS Nancy-Lorraine (2)                       | 25 28    |
| 1976  | Gr. A : Bojidar Antić Gr. B : Marc Berdoll                                                    | SM Caen SCO Angers (2)                                      | 22 25    |
| 1977  | Gr. A : Delio Onnis Gr. B : Albert Gemmrich                                                   | AS Monaco FC (2) RC Strasbourg (3)                          | 30 24    |
| 1978  | Gr. A : Pierre Giudicelli Gr. B : Jean-Claude Garnier Gr. B : Pierre-Antoine Dossevi          | Olympique Alès USL Dunkerque FC Tours                       | 19 23    |
| 1979  | Gr. A : Antoine Trivino Gr. B : Patrick Martet                                                | FC Gueugnon Stade Brestois                                  | 24 26    |
| 1980  | Gr. A : Alain Polaniok Gr. A : Bernard Ferrigno Gr. B : Jacky Vergnes Gr. B : Robert Pintenat | Stade de Reims FC Tours (2) Montpellier PSC Toulouse FC (3) | 16 19    |
| 1981  | Gr. A : Robert Pintenat Gr. B : Marcel Campagnac                                              | Toulouse FC (4) Sporting Club Abbeville                     | 32 22    |
| 1982  | Gr. A : Marc Pascal Gr. B : Žarko Olarević Gr. B : Issicka Ouattara                           | Olympique de Marseille Le Havre AC (2) FC Mulhouse          | 18 25    |
| 1983  | Gr. A : Wlodzimierz Lubanski Gr. B : Christian Dalger                                         | US Valenciennes-Anzin (4) Sporting Toulon Var               | 28 18    |
| 1984  | Gr. A : Mario Relmy Gr. B : Omar da Fonseca                                                   | Limoges FC (2) FC Tours (3)                                 | 23       |
| 1985  | Gr. A : John Eriksen Gr. B : Jorge Domínguez                                                  | FC Mulhouse (2) OGC Nice                                    | 27 28    |
| 1986  | Gr. A : Jean-Marc Valadier Gr. B : Eugene N'Goy Kabongo                                       | Montpellier PSC (2) RC Paris (2)                            | 22 29    |
| 1987  | Gr. A : Zvonko Kurbos Gr. B : Gaspard N'Gouete                                                | FC Mulhouse (3) SEC Bastia (2)                              | 22 21    |
| 1988  | Gr. A : Jean-Pierre Orts Gr. A : Stéphane Paille Gr. B : Patrick Martet                       | Olympique lyonnais FC Sochaux (2) FC Rouen (5)              | 18 26    |
| 1989  | Gr. A : Roberto Cabañas Gr. B : Robby Langers                                                 | Stade Brestois (2) US Orléans                               | 22 27    |
| 1990  | Gr. A : Didier Monczuk Gr. B : Jean-Pierre Orts                                               | RC Strasbourg (4) FC Rouen (6)                              | 26 21    |
| 1991  | Gr. A : Didier Monczuk Gr. B : Christophe Lagrange                                            | RC Strasbourg (5) SCO Angers (3)                            | 23 19    |
| 1992  | Gr. A : Jean-Pierre Orts Gr. B : Didier Monczuk                                               | FC Rouen (7) RC Strasbourg (6)                              | 22 21    |
| 1993  | Gr. A : Franck Priou Gr. B : Jean-Pierre Orts                                                 | AS Cannes FC Rouen (8)                                      | 21 18    |
| 1994  | Yannick Le Saux                                                                               | Saint-Brieuc                                                | 27       |
| 1995  | Tony Cascarino                                                                                | Olympique de Marseille (2)                                  | 31       |
| 1996  | Tony Cascarino                                                                                | Olympique de Marseille (3)                                  | 30       |
| 1997  | Samuel Michel                                                                                 | FC Sochaux (3)                                              | 23       |
| 1998  | Réginald Ray                                                                                  | Le Mans UC                                                  | 20       |
| 1999  | Hamed Diallo                                                                                  | Stade lavallois (2)                                         | 20       |
| 2000  | Amara Traoré                                                                                  | FC Gueugnon (2)                                             | 17       |
| 2001  | Francileudo Santos                                                                            | FC Sochaux (4)                                              | 21       |
| 2002  | Hamed Diallo                                                                                  | Amiens SC                                                   | 18       |
| 2003  | Cédric Fauré                                                                                  | Toulouse FC (5)                                             | 20       |
| 2004  | David Suarez                                                                                  | Amiens SC (2)                                               | 17       |
| 2005  | Bakari Koné                                                                                   | FC Lorient                                                  | 24       |
| 2006  | Jean-Michel Lesage Steve Savidan                                                              | Le Havre AC (3) Valenciennes FC (5)                         | 16       |
| 2007  | Jean-Michel Lesage Kandia Traoré                                                              | Le Havre AC (4) Le Havre AC (5)                             | 18       |
| 2008  | Guillaume Hoarau                                                                              | Le Havre AC (6)                                             | 28       |
| 2009  | Grégory Thil                                                                                  | US Boulogne CO (3)                                          | 18       |
| 2010  | Olivier Giroud                                                                                | Tours FC (4)                                                | 21       |
| 2011  | Sebastián Ribas                                                                               | Dijon FCO                                                   | 23       |
| 2012  | Cédric Fauré                                                                                  | Stade de Reims (2)                                          | 15       |
| 2013  | Mustapha Yatabaré                                                                             | EA Guingamp                                                 | 23       |
| 2014  | Mathieu Duhamel Andy Delort                                                                   | SM Caen (2) Tours FC (5)                                    | 24       |
| 2015  | Mickaël Le Bihan                                                                              | Le Havre AC (7)                                             | 18       |
| 2016  | Famara Diédhiou                                                                               | Clermont Foot                                               | 21       |
| 2017  | Adama Niane                                                                                   | ESTAC Troyes (3)                                            | 23       |
| 2018  | Umut Bozok                                                                                    | Nîmes Olympique                                             | 23       |
| 2019  | Gaëtan Charbonnier                                                                            | Stade Brestois 29 (3)                                       | 27       |
| 2020  | Tino Kadewere                                                                                 | Le Havre AC (8)                                             | 20       |
| 2021  | Mohamed Bayo                                                                                  | Clermont Foot 63 (2)                                        | 22       |
| 2022  | Rhys Healey                                                                                   | Toulouse FC (6)                                             | 20       |
| 2023  | Georges Mikautadze                                                                            | FC Metz (2)                                                 | 23       |
| 2024  | Alexandre Mendy                                                                               | SM Caen (3)                                                 | 22       |
| 2025  | Éli Junior Kroupi                                                                             | FC Lorient (2)                                              | 22       |

### Records généraux
- 33 414 :  record du nombre de minutes disputés par un joueur dans cette division (Eugène Ekobo)[20]
- Buteurs les plus rapides du championnat :
  - Rémi Maréval : 8 secondes : le 26 septembre 2009 par le Nantais Rémi Maréval face au Nîmes Olympique. Après 8 secondes de jeu, le ballon a franchi la ligne de but de Nicolas Puydebois[21],[22].
  - Cheikh Sabaly : 8 secondes : le 23 août 2024 par le Messin Cheikh Sabaly face au Rodez Aveyron Football.
  - Anthony Deroin , avec le Stade Malherbe Caen, en marquant un but au bout de 12 secondes, contre Libourne-Saint-Seurin lors de la dernière journée de la saison 2006-2007[23].

### Record du nombre de montées chez les entraîneurs
Voici la liste des entraîneurs ayant cumulé le plus de montées en première division depuis l'instauration de la poule unique en 1993-1994 :
| Entraîneur           | Montées | Clubs                                                                      |
| -------------------- | ------- | -------------------------------------------------------------------------- |
| Jean-Marc Furlan     | 5       | ESTAC Troyes (2005,2012,2015), Stade brestois 29 (2019), AJ Auxerre (2022) |
| Christian Gourcuff   | 3       | FC Lorient (1998,2001,2006)                                                |
| Laszlo Bölöni        | 3       | AS Nancy Lorraine (1996,1998), FC Metz (2023)                              |
| Christophe Pélissier | 3       | Amiens SC (2017), FC Lorient (2020), AJ Auxerre (2024)                     |
| Olivier Pantaloni    | 3       | AC Ajaccio (2011,2020), FC Lorient (2025)                                  |
| 13 entraîneurs       | 2       |                                                                            |
| 47 entraîneurs       | 1       |                                                                            |